# Каримов, Абдуворис
Абдуворис Каримов (родился 7 июня 1995 года в Ташкенте) — узбекский регбист, игрок российской команды «Енисей-СТМ» и сборных Узбекистана по регби-15 и регби-7.

## Биография
В возрасте 9 лет начал заниматься дзюдо, позже сменил вид спорта на регби. С 2010 года выступал в чемпионате Узбекистана, где в составе команды «West Tigers» (Международный Вестминстерский университет в Ташкенте) стал финалистом турнира. Позже в составе клуба «Qanot Rugby» стал победителем чемпионата Узбекистана по регби-15. В 2013 году, в возрасте всего 17 лет Кубке Азии в качестве фланкера, дебютирует за национальную сборную Узбекистана в игре против сборной Ливана. В том же году дебютировал за сборную по регби-7 во время чемпионата Азии на одном из этапов 2013 года. В 2014 году в Ташкенте выступал в играх 3-го дивизиона чемпионата Азии, набрав первые очки за сборную, и привлёк внимание малайзийского клуба «DBKL - Dragons» из Куала-Лумпура, после чего подписал свой первый профессиональный контракт. В новой для себя обстановке Абдуворис быстро становится одной из звезд своей команды.

## Карьера
В составе «DBKL- Dragons»:
в 2015 году стал победителем международного турнира Langkawi International 7s  занеся 3 попытке в финальной игре против "Cobra Rugby"
в 2015 и 2017 годах обладатель приза Plate на турнире International Borneo 7s
в 2015 и 2016 годах победитель турнира International Royal 7s (Кубок короля Малайзии по регби 7)
в 2015 году финалист 45-го юбилейного турнира Cobra 10
В составе «Cobra RC»:
в 2016 году лучший игрок матча против регбийного клуба вооруженных сил Великобритании "REME"
В составе сборной штата Келантан:
в 2016 и 2017 годах участник национального чемпионата Малайзии (Кубок короля Малайзии по регби 15)
В составе «Енисей-СТМ»:
В конце 2018 года он был приглашен на просмотр в Енисей-СТМ, а в начале 2019 подписал постоянный контракт. В связи с лимитом на легионеров выступает преимущественно за дубль.

## Видео выступлений
https://www.youtube.com/watch?v=SSBWgvw3mQk&t=1s

## Личная жизнь
Окончил Университет Линкольна в Куала Лумпур (Lincoln University Malaysia), увлекается программированием. Свободно говорить на 3 языках (английский, русский, малайский).  